# Кубок італійської Серії C
Кубок італійської Серії C (італ. Coppa Italia Serie C) — футбольне кубкове змагання за участю команд із Серії С італійського футболу, вперше проведене в 1972 році.

## Історія
Турнір під назвою Напівпрофесіональний кубок Італії (італ. Coppa Italia Semiprofessionisti) був створений 1972 року і був схожий на Кубок Італії, але в ньому брали участь команди Серії С, а також деякі найкращі команди Серії D. Першим переможцем турніру стала «Алессандрія» що у фіналі в Римі обіграла «Авелліно» 4:2. Спочатку фінал проходив з одного матчу, але з 1980 року став проходити у два матчі, зіграних на полях обох фіналістів турніру.

Відзнака володаря Кубка італійської Серії C

У 1981 році, через два роки після реформи, яка призвела до появи Серії C1 і C2, турнір отримав назву Кубок італійської Серії C (італ. Coppa Italia Serie C).
У 2008 році, після зміни назви двох вищезгаданих дивізіонів, а потім і їх об'єднання у Лега Про, турнір також змінив назву на Кубок італійської Леги Про (італ. Coppa Italia Lega Pro).
З сезону 2016/17 крім вручення трофея, команда-переможець також кваліфікується до наступного розіграшу Кубка Італії та плей-оф за підвищення до Серії В.
З 2017 року, після зміни назви чемпіонату з Лега Про на Серія C, кубок також повертається до історичної назви Кубка італійської Серії C.
24 липня 2020 року президент Лега Про Франческо Гіреллі оголосив про скасування Кубка на сезон 2020/21 років через занадто переповнений календар Серії C, втім з наступного сезону його знову відновили.

## Фінали
| Сезон   | Переможець          | Рахунок             | Фіналіст           |
| ------- | ------------------- | ------------------- | ------------------ |
| 1972–73 | Алессандрія         | 4:2                 | Авелліно           |
| 1973–74 | Монца               | 1:0                 | Лечче              |
| 1974–75 | Монца               | 0:0 (4:3 пен.)      | Сорренто           |
| 1975–76 | Лечче               | 1:0                 | Монца              |
| 1976–77 | Лекко               | 2:1                 | Санджованезе       |
| 1977–78 | Удінезе             | 2:0                 | Реджіна            |
| 1978–79 | Сіракуза            | 1:0                 | Б'єллезе           |
| 1979–80 | Падова              | 1:3, 4:0            | Салернітана        |
| 1980–81 | Ареццо              | 0:1, 2:0 (д.ч.)     | Тернана            |
| 1981–82 | Віченца             | 0:0, 3:1 (д.ч.)     | Кампобассо         |
| 1982–83 | Каррарезе           | 2:0, 3:1            | Фано               |
| 1983–84 | Фанфулла            | 0:0, 2:0 (д.ч.)     | Анкона             |
| 1984–85 | Казарано            | 2:0, 1:2            | Каррарезе          |
| 1985–86 | Віресцит Боккалеоне | 1:1, 3:2 (д.ч.)     | Єзі                |
| 1986–87 | Ліворно             | 0:1, 3:0            | Кампанія Путеолана |
| 1987–88 | Монца               | 0:0, 2:1            | Палермо            |
| 1988–89 | Кальярі             | 3:0, 2:1            | СПАЛ               |
| 1989–90 | Луккезе             | 2:1, 0:1 (5:4 пен.) | Палермо            |
| 1990–91 | Монца               | 1:1, 1:0            | Палермо            |
| 1991–92 | Самбенедеттезе      | 1:1, 2:1            | Сієна              |
| 1992–93 | Палермо             | 2:0, 1:1            | Комо               |
| 1993–94 | Трієстіна           | 1:1, 2:2            | Перуджа            |
| 1994–95 | Варезе              | 0:0, 3:0            | Форлі              |
| 1995–96 | Емполі              | 1:0, 1:0            | Монца              |
| 1996–97 | Комо                | 0:2, 4:0 (д.ч.)     | Ночеріна           |
| 1997–98 | Альцано Віресчіт    | 1:0, 2:3            | Чезена             |
| 1998–99 | СПАЛ                | 1:0, 0:0            | Гуальдо            |
| 1999–00 | Піза                | 0:1, 3:0            | Авелліно           |

| Сезон   | Переможець     | Рахунок         | Фіналіст   |
| ------- | -------------- | --------------- | ---------- |
| 2000–01 | Прато          | 2:1, 1:0        | Лумеццане  |
| 2001–02 | АльбіноЛеффе   | 2:1, 2:3 (д.ч.) | Ліворно    |
| 2002–03 | Бріндізі       | 1:0, 1:1        | Про Патрія |
| 2003–04 | Чезена         | 4:1, 1:0        | Про Патрія |
| 2004–05 | Спеція         | 1:0, 1:1        | Фрозіноне  |
| 2005–06 | Галліполі      | 1:0, 1:2        | Санремезе  |
| 2006–07 | Фоджа          | 0:0, 3:1        | Кунео      |
| 2007–08 | Бассано Віртус | 5:0, 1:1        | Беневенто  |
| 2008–09 | Сорренто       | 0:0, 1:0        | Кремонезе  |
| 2009–10 | Лумеццане      | 4:1, 1:1        | Козенца    |
| 2010–11 | Юве Стабія     | 3:1, 1:0        | Карпі      |
| 2011–12 | Спеція         | 0:1, 2:1        | Піза       |
| 2012–13 | Латина         | 2:1, 1:1        | Віареджо   |
| 2013–14 | Салернітана    | 1:0, 1:1        | Монца      |
| 2014–15 | Козенца        | 4:1, 1:0        | Комо       |
| 2015–16 | Фоджа          | 4:1, 4:4        | Читтаделла |
| 2016−17 | Венеція        | 0:1, 3:1        | Матера     |
| 2017–18 | Алессандрія    | 1:0, 3:1        | Вітербезе  |
| 2018–19 | Вітербезе      | 1:2, 1:0        | Монца      |
| 2019–20 | Ювентус U23    | 2:1             | Тернана    |
| 2020–21 | Скасовано      | Скасовано       | Скасовано  |
| 2021–22 | Падова         | 0:0, 1:0        | Зюдтіроль  |